# Funcție periodică
O funcție periodică este o funcție cu valori care se repetă pe intervale ale domeniului de definiție. Exemple cunoscute sunt funcțiile trigonometrice sinus, cosinus, tangentă, etc.

## Funcții periodice reale
1. Definiție:
Fie {\displaystyle {\mathcal {F}}:\mathbb {R} \rightarrow \mathbb {R} \,} o funcție și fie F mulțimea tuturor numerelor reale pozitive t 
pentru care :{\displaystyle {\mathcal {F}}(x+t)={\mathcal {F}}(x)} pentru orice x din {\displaystyle \mathbb {R} \,}. Elementele mulțimii F se numesc perioade ale funcției {\displaystyle {\mathcal {F}}}.
Dacă marginea inferioară a numerelor din F (inf F)aparține lui F atunci această margine se numește perioada principală a funcției {\displaystyle {\mathcal {F}}} .
2. Propoziție:
Dacă {\displaystyle {\mathcal {F}}} este periodică și are perioada principală T1 atunci {\displaystyle {\mathcal {F}}(ax)},a fiind un numar real pozitiv diferit de zero,este periodică de perioadă principală T=T1/a.
3. Grafic:
Graficul unei funcții periodice se trasează mai intai în intervalul [ 0, T ]de lungime egală cu perioada principală T a funcției.
Graficul se extinde apoi și pe intervalele [ T, 2T ]etc. prin deplasarea oricărui punct M(x,{\displaystyle {\mathcal {F}}}(x))paralel cu axa (ox),în punctul M'(x+T,{\displaystyle {\mathcal {F}}}(x)).Dacă T este perioada principală a funcției {\displaystyle {\mathcal {F}}} atunci funcția {\displaystyle {\mathcal {F}}} admite și perioada KT,unde k este din {\displaystyle \mathbb {Z} \,} ,K pozitiv.Demonstrația se face prin inducție matematică.
4.Teoremă:
Dacă {\displaystyle {\mathcal {F}}} și{\displaystyle {\mathcal {G}}} sunt funcții periodice de perioade principale T și S și dacă T și S sunt numere întregi pozitive, atunci suma {\displaystyle {\mathcal {F}}} +{\displaystyle {\mathcal {G}}} este periodică și admite ca perioadă pe cel mai mic multiplu comun al perioadelor T și S.